# Cheillophota
Cheillophota  (лат.) — род чешуекрылых  подсемейства совок-пядениц, описанный английским энтомологом Джорджем Бетуном-Бейкером в 1908 году.

## Описание
Усики двусторонне гребенчатые. Щупики покрыты чешуйками. Второй членик щупиков короче первого и сильно изогнут. Третий членик с длинным пучком тонких волосков. Ноги почти голые. Крылья широкие. Внутренний край передних крыльев изогнутый.

## Систематика
В составе рода пять видов:
- Cheillophota costistrigata Bethune-Baker, 1908
- Cheillophota dinawa Bethune-Baker, 1908
- Cheillophota nigra Bethune-Baker, 1908
- Cheillophota owgarra Bethune-Baker, 1908
- Cheillophota signipennis (Strand, 1914)

## Распространение
Представители рода встречаются в Папуа — Новой Гвинее.